# Salve (Apulien)
Salve ist eine süditalienische Gemeinde in der Region Apulien.

## Geografie
Die Gemeinde hat 4571 Einwohner (Stand 31. Dezember 2023). Sie liegt in der Provinz Lecce und gut 12 km vom Kap Santa Maria di Leuca entfernt.

## Geschichte
Das Gebiet von Salve ist seit der Bronzezeit besiedelt. Im 9. Jahrhundert wurde zur Abwehr der Sarazenen eine Stadtmauer errichtet, ebenso im 15. Jahrhundert gegen die Osmanen.
Nach dem Zweiten Weltkrieg wurden die malariaverseuchten, bis dahin nicht bewohnbaren Sumpfgebiete entlang der Küste trockengelegt. Sie konnten damit erstmals genutzt werden. Hier entwickelte sich Badetourismus, der heute einen der wichtigsten Wirtschaftszweige der Region darstellt.

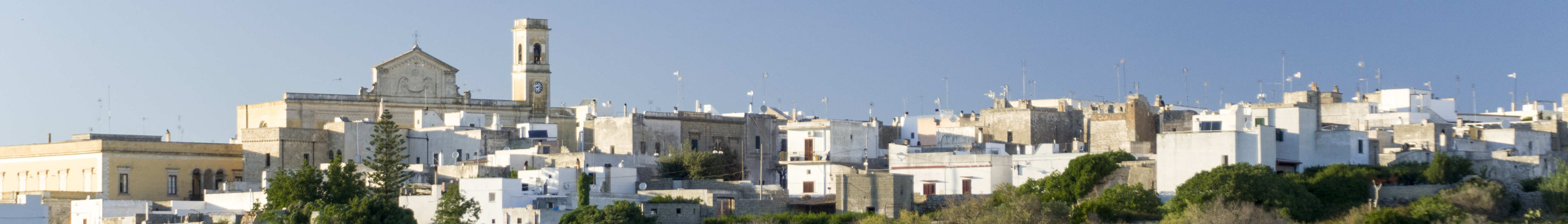
Salve

## Verkehr
Der Bahnhof Salve-Ruggiano liegt an der Bahnstrecke Novoli–Gagliano Leuca.

## Persönlichkeiten
- Die britische Kochbuchautorin Patience Gray (1917–2005) und der belgische Bildhauer Norman Mommens (1922–2000) lebten ab 1970 in der Kommune.